# Daiting
Daiting là một đô thị ở huyện Donau-Ries trong bang Bayern nước Đức. Đô thị Daiting có diện tích 25,44 km².